# Груша Вадим Володимирович
Груша Вадим Володимирович (11 листопада 1985, Вінниця, УРСР) — український підприємець, програміст, співзасновник та директор криптонеобанку Trustee Plus. Живе й працює у Вінниці.

## Життєпис
2008 року закінчив Вінницький технологічний університет за спеціальністю «телекомунікаційні мережі та системи». 2009 року закінчив факультет післядипломної освіти того ж університету за спеціальністю «менеджмент організацій» з кваліфікацією «менеджер-економіст». Працював програмістом, зокрема для Bank of America та HSBC. З 2013 року Груша вивчає технологію блокчейн та криптовалюти загалом, брав учась у тематичних зустрічах. На одному з хакатонів познайомився з програмісткою Ксенією Житомирською, з якою згодом почав співпрацю.
У 2017 році став одним із переможців на хакатоні NewYork Consensus, після цього почав працювати над створенням власних проєктів у сфері криптовалют і заснував криптовалютну компанію Trustee.
2018 року Вадим із Ксенією Житомирською, ще до появи NFT, розробили смарт-контракт на блокчейні Ethereum для продажу квитків на конференцію BlockShow. Це стало  першим випадком децентралізованого продажу квитків на блокчейні.
Груша є учасником конференцій і форумів, пише колонки у ЗМІ, присвячені блокчейну та криптовалютам. Зокрема, він був спікером та модератором на українському технологічному форумі iForum 2023 року. Брав участь у U Tomorrow Summit 2023 як експерт із Web 3.0 та криптовалют, виступав на галузевих конференціях, зокрема, на Incrypted та Ncrypto.

### Trustee Plus
2016 року Груша разом із Ксенією Житомирською створили компанію Trustee, що виконувала роль криптобанку і була орієнтована в першу чергу на європейський ринок. Компанія залучила інвестицію від Назара Курочко, співзасновника Giga Cloud.
Згодом Trustee Plus став платформою для цифрових фінансів, що пропонує купівлю, продаж або обмін криптовалют та інструменти управління, а також зберігання цифрових активів. На початок 2025 року платформа підтримувала понад 30 криптовалют. На липень 2024 року платформа налічувала 370 тисяч користувачів, у компанії працювало 45 людей.
2024 року українська ІТ-Асоціація відзначила Trustee у дослідженні «Digital Tiger» за участі МЗС та Міністерства цифрової трансформації України. Платформу відзначили як одного з лідерів українського технологічного сегменту, важливого для економіки, орієнтованого на експорт і популярного за кордоном.
У березні 2025 року з'явилася можливість замовити фізичну платіжну картку Trustee Plus у країнах ЄС. Власник картки міг оплачувати товари в торговельних точках із POS-терміналом, використовуючи криптовалюти.

## Публічна діяльність
18 вересня 2023 року Вадим із іншими представниками Trustee Plus підписав із ректором Віктором Біліченком угоду про співпрацю з Вінницьким національним технічним університетом. Угода передбачає участь розробників у освітніх, наукових та інноваційних проєктах університету в галузі інформаційних технологій, програмного забезпечення та кібербезпеки.
З 2024 року Вадим бере участь у розвитку вінницької ІТ-спільноти.

## Родина
Одружений, виховує трьох дітей.